# Новий Сад (футбольний клуб)
Футбольний клуб Новий Сад або просто ФК «Новий Сад» (серб. Фудбалски клуб Нови Сад) — професійний сербський футбольний клуб з однойменного міста. Зараз команда виступає в одній із Зональних ліг, четвертому в системі футбольних ліг чемпіонаті Сербії.

## Історія
Клуб було створено в 1921 році під назвою НТК (Новосадський Трговацький Клуб, Новосадський Торгівельний Клуб) та розпочав свої виступи в регіональних лігах. В 1923 році вони виграли Футбольну лігу Нового Саду.
В 1954 році ФК «Єджшег» (Єдинство) та ФК «Раднички» (НТК) злилися в один футбольний клуб, який дістав назву РФК «Новий Сад» (Radnički Fudbalski Klub Novi Sad, Робітничий Футбольний Клуб Новий Сад). Новий клуб переїхав на стадіон, який свого часу був домашнім для «Єдинства», а виступав у жовто-синій формі на знак пам'яті про довоєнний «НАК (Новий Сад)».
Відтоді команда поступово просувалася по нижчих футбольних лігах Югославії, допоки в 1961 році не вийшла до Першої ліги чемпіонату Югославії. Також протягом 3 сезонів «Новий Сад» грав у найвищому футбольному дивізіоні національного чемпіонату проти найсильніших клубів Югославії на стадіоні «Детелинара». У своєму дебютному сезоні у найвищій лізі національного чемпіонату вони посіли 10-те місце серед 12 команд-учасниць, вони посіли останнє місце, яке дозволяло уникнути вильоту. Утім, в сезоні 1962/63 років команда виступила набагато краще, та посіла високе 8-ме місце серед 14 команд-учасниць, при цьому вона випередила таких традиційно сильних суперників як «Хайдук» (Спліт) та «Воєводина». Однак в сезоні 1963/64 років «Новий Сад» посів 13-те місце, клубу не вистачило лише одного очка, щоб уникнути вильоту. У тому сезоні команди йшли настільки щільно, що у підсумковій турнірній таблиці чемпіонату того сезону лише чотири очки відділяли 7-му команду, «Воєводину», від останньої 14-ї, ФК «Вардар». З того часу й до завершення югославського періоду, «Новий Сад» жодного разу так і не повернувся до найвищого футбольного дивізіону, виступав переважно в Другій лізі чемпіонату Югославії.
Після розпаду СФР Югославії в 1991 році РФК «Новий Сад» став єдиним клубом, який зіграв 14 сезонів поспіль у Другій лізі ФР Югославії. У 2006 році вони вилетіли з другої ліги, але через сезон повернулися до, тепер вже перейменованої, Першої ліги чемпіонату Сербії.
У 2011 році клуб відсвяткував 90-річчя з дня свого заснування.
В 2012 році команда була перейменована в ФК «Новий Сад».

## Досягнення
- Друга ліга чемпіонату Югославії (Схід)
  -  Чемпіон (1): 1960/61

- Сербська ліга Воєводина
  -  Чемпіон (1): 2007

## Уболівальники
Найбільша організована група уболівальників клубу ФК «Новий Сад» відома під назвою «Korida» («Корида»), вона була заснована в 1990 році.

## Відомі гравці
Список нинішніх та колишніх гравців клубу, які мають досвід гри за національні збірні:
| - Івиця Бржич - Александар Козлина - Лазар Лемич - Живан Люковчан - Зоран Марич - Йосип Пирмаєр - Любиша Дундерський - Славиша Йоканович | - Мілан Йованич - Миодраг Пантелич - Альмир Мемич - Златомир Загорчич - Анто Грабо - Предраг Бошняк - Слободан Драпич - Мілан Ракич |

## Відомі тренери
- Драган Радоїчич 2009—2012
- Зоран Янкович 2013